# Tom Bateman

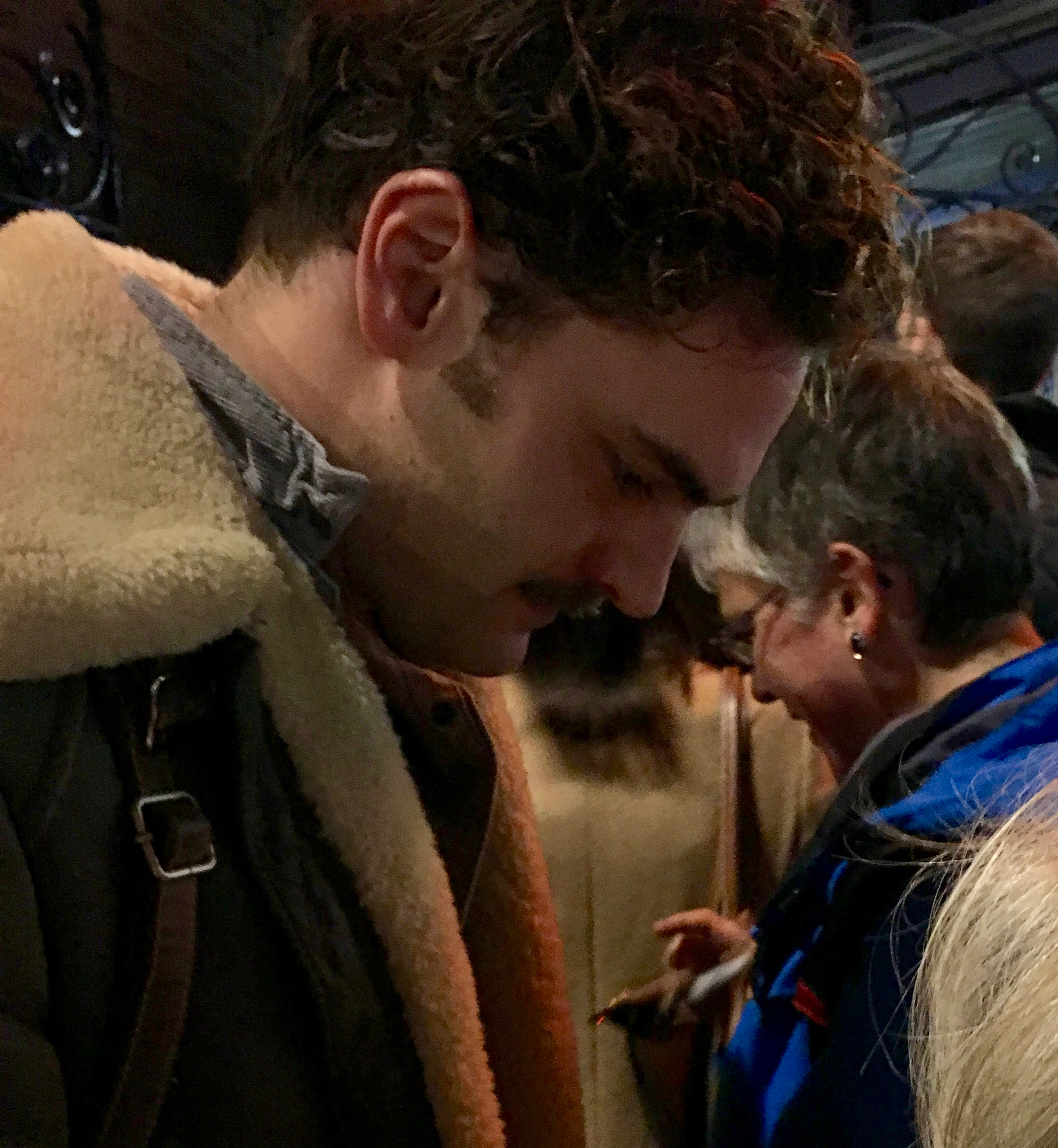
Tom Bateman (2015)

Thomas Jonathan Bateman, bekannt als Tom Bateman (* 15. März 1989 in Oxford, England) ist ein britischer Schauspieler.

## Persönliches
Bateman hat 13 Geschwister, darunter einen Zwillingsbruder namens Merlin. Sie sind die zweitjüngsten der Geschwister. Beide Eltern waren Lehrer.
Er ist liiert mit Daisy Ridley seit dem gemeinsamen Dreh für Mord im Orient Express. Im Januar 2023 verriet Ridley, dass sie verheiratet sind.

## Karriere

### Theater
Vor seinen A-Level-Prüfungen nahm Bateman an einer Produktion des National Youth Theatre teil. Er erhielt 2009 ein Leverhulme-Stipendium für die London Academy of Music and Dramatic Art (LAMDA). In seinem letzten Jahr dort spielte er den Coriolanus; nach seinem Abschluss trat er in The Lion in Winter als Richard Löwenherz auf und hatte sein West-End-Debüt in Viel Lärm um nichts, inszeniert von Josie Rourke, neben Catherine Tate und David Tennant. 2014 verkörperte Bateman für die Premiere der Bühnenadaption des Films Shakespeare in Love die Titelfigur William Shakespeare. Er wurde Teil der von Kenneth Branagh 2015 gegründeten Theatergesellschaft im Garrick Theatre, für die er in der Premierenproduktion des Wintermärchens neben Judi Dench und in der Harlequinade spielte. 2020 wiederholte er den Coriolanus im Crucible Theatre kurz vor dem ersten Lockdown aufgrund der COVID-19-Pandemie.

### Fernsehen und Film
Bateman erhielt erste längere Serienrollen 2013 in The Tunnel und Da Vinci's Demons als Giuliano Medici. 2015 spielte er die Titelrollen in einer Adaption von Jekyll & Hyde. 2017 hatte Bateman sein amerikanisches Debüt in der Komödie Mädelstrip und in Kenneth Branaghs Christie-Verfilmung Mord im Orient Express in der Rolle Bouc, die nicht in den Büchern erscheint und exklusiv für das Filmfranchise geschrieben wurde. Er tritt als einziger neben Branaghs Hercule Poirot in der Fortsetzung Tod auf dem Nil erneut auf. 2018 stand er für die Serien-Adaption von Jahrmarkt der Eitelkeit vor der Kamera und eröffnete die Anthologie-Serie Into the Dark mit der Hauptrolle in der ersten Episode The Body; außerdem wurde er von GQ als Breakthrough Actor of the Year ausgezeichnet. 2019 hatte er die Titelrolle John Beecham in der Historiendramaserie Beecham House und 2021 die männliche Hauptrolle der Netflix-Serie Sie weiß von Dir.
Bateman schrieb sein erstes Drehbuch für den Film Magpie nach einer Idee von Daisy Ridley, die die Hauptrolle spielt.

## Filmografie (Auswahl)

### Filme
- 2015: Creditors
- 2017: B&B
- 2017: Mädelstrip (Snatched)
- 2017: Mord im Orient Express (Murder on the Orient Express)
- 2017: Hi-Lo Joe
- 2019: Hard Powder
- 2022: Tod auf dem Nil (Death on the Nile)
- 2022: Dreizehn Leben (Thirteen Lives)
- 2024: Kid Snow
- 2024: Magpie (Drehbuch und Produzent)

### Fernsehserien
- 2013: The Tunnel – Mord kennt keine Grenzen (The Tunnel, 7 Episoden)
- 2013–2014: Da Vinci’s Demons (10 Episoden)
- 2015: Jekyll & Hyde (10 Episoden)
- 2018: Jahrmarkt der Eitelkeiten (Vanity Fair, 6 Episoden)
- 2018: Into the Dark (Episode 1x01 The Body)
- 2019: Beecham House (6 Episoden)
- 2021: Sie weiß von Dir (Behind Her Eyes, 6 Episoden)
- 2023: Funny Woman (6 Episoden)
- seit 2023: Based on a True Story